# Zamek Frýdlant
Zamek Frýdlant – gotycki, przebudowany w okresie renesansu zamek położony w północnej części Czech, tuż przy granicy z Polską, w kraju libereckim, 24 kilometry na północ od Liberca i 12 kilometrów od granicy polsko-czeskiej.

## Historia i architektura zamku
Zamek należy do największych w Czechach, a zarazem na pograniczu polsko-czeskim. Stanowi również wspaniałe połączenie średniowiecznego zamku z renesansowym pałacem. Został wzniesiony na szczycie góry nad rzeką Witką (cz. Smědą). Ziemie te od króla czeskiego Przemysława II Ottokara jako lenno otrzymał Rudolf Biberstein i w 1278 roku zlecił budowniczemu rycerzowi Ronovicowi postawienie zamczyska. W okresie wojen husyckich miasto zostało spalone, jednak zamek ocalał. W tym czasie twierdza rozrastała się. Z roku na rok powstawały nowe budynki. W połowie XV wieku zamek został otoczony murem z basztami i nową wieżą, przez którą prowadziło wejście do twierdzy. W latach 30. XVI wieku zamek został rozbudowany już w stylu renesansowym. W latach 1552–1558 należał do królewskiej komory celnej. W 1558 roku został kupiony przez Friedricha von Rederna. W 1582 roku Melchior von Redern (syn Friedricha) całkowicie przebudował go na zamek renesansowy. Powstał wówczas tzw. Dolny Zamek z bogatą dekoracją sgraffitową. W 1602 roku ukończono budowę kaplicy św. Anny, a główna wieża otrzymała renesansowy hełm. Po bitwie na Białej Górze zamek otrzymał Albrecht von Wallenstein. Kolejnym właścicielem został Matthias Gallas (1588–1647), który w latach 1646–1647 dobudował nowe umocnienia obronne, m.in. bastiony w rogach zamku. Jego syn,  Franz Ferdinand (Franciszek Ferdynand) von Gallas (1635–1697), drugi raz ożenił się z hr. Johanną Emerentia Gaschin von Rosenberg (1646-1735). W drugiej połowie XVII w. dziedzicem majątku został Krystian Filip Clam–Gallas. Za jego czasów powstała barokowa sala rycerska. W 1767 roku powstało tzw. Skrzydło Kasztelańskie, a w latach 1867–1870 jednopiętrowe, neorenesansowe skrzydło przy „Zamku Dolnym”. W 1945 roku zamek Frydlant stał się własnością ówczesnego państwa czechosłowackiego, a od 1995 roku prowadzone są na zamku prace rewitalizacyjne i remontowe.

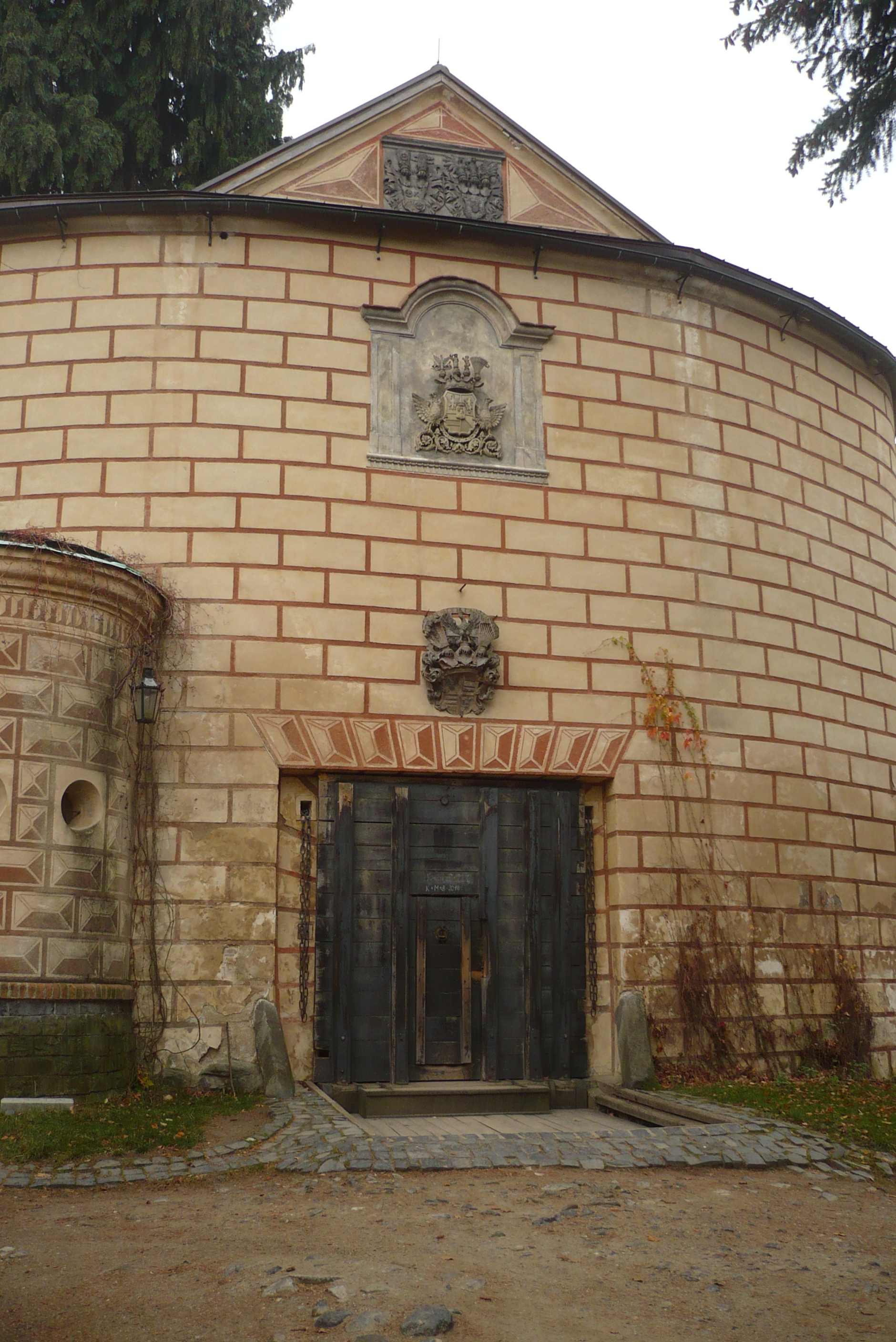
Cztery herby nad bramą
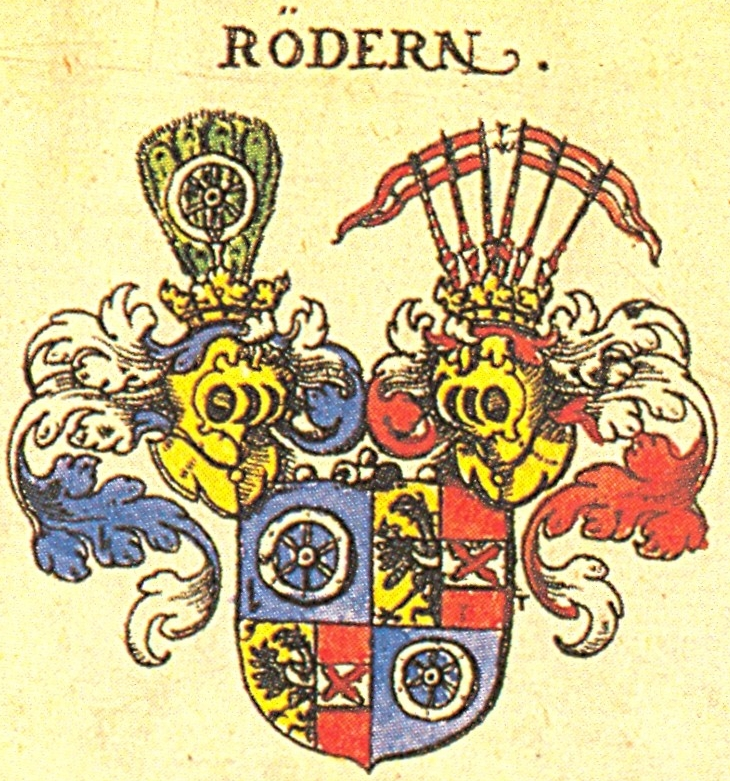
Herb Rödern (lewy na frontonie)
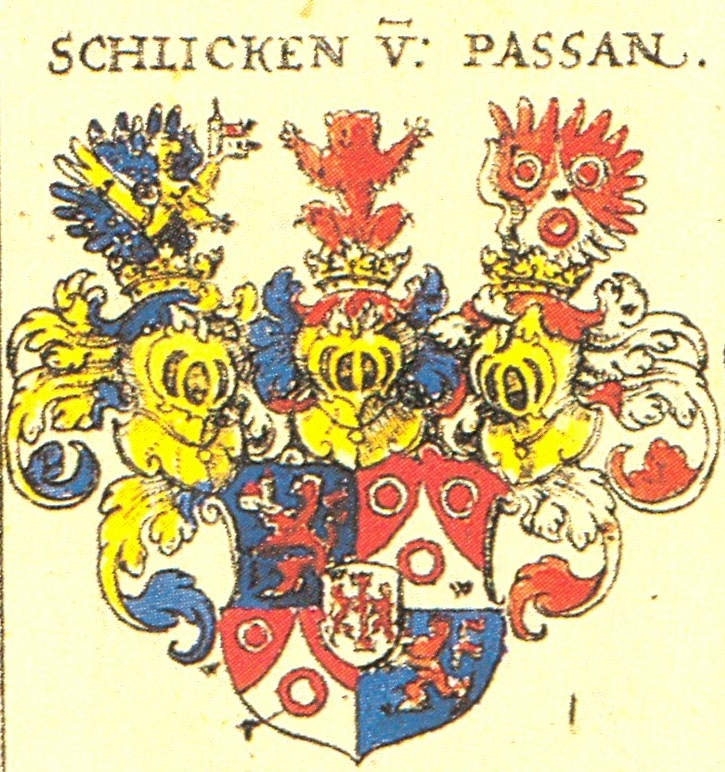
Herb Schlicken (prawy na frontonie)
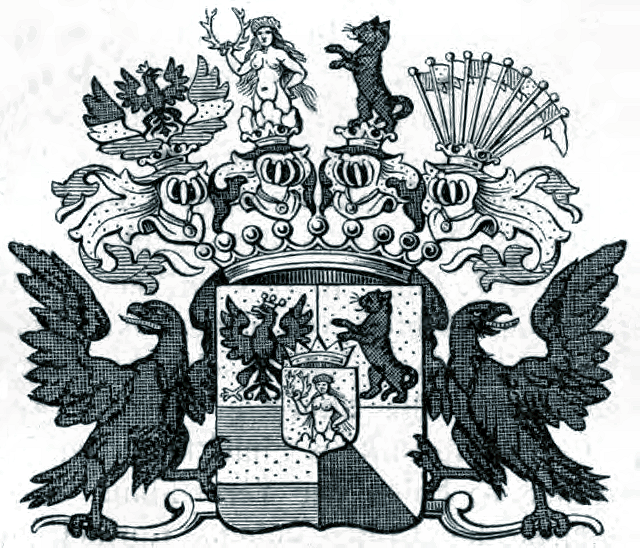
Herb Clam-Gallas (górny)
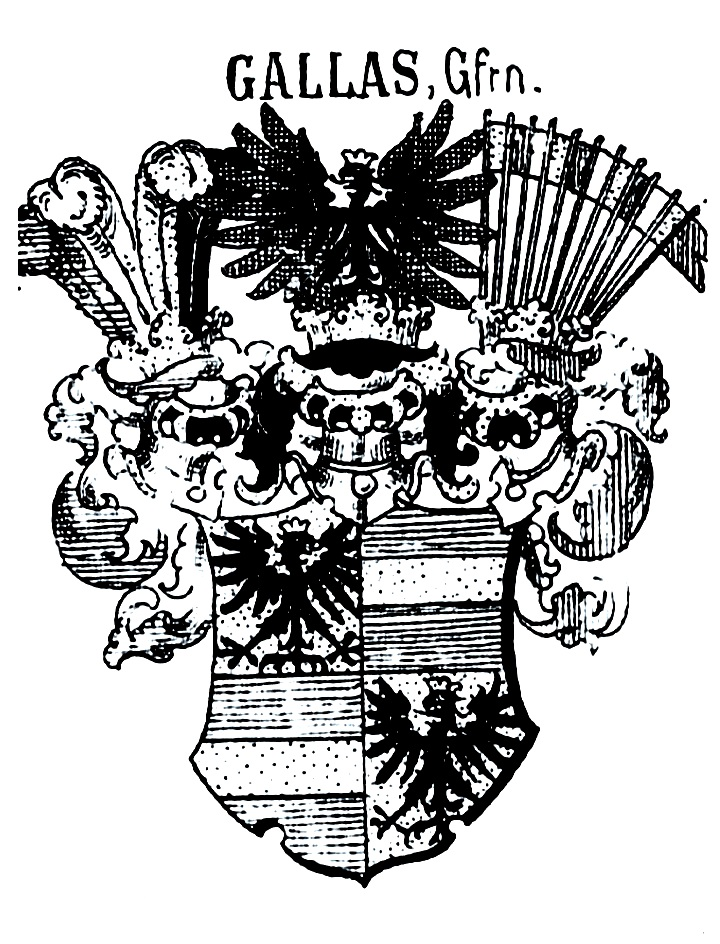
Herb Gallas (dolny)

## Informacja turystyczna
W 1801 roku zamek jako pierwszy w Europie Środkowej, został udostępniony zwiedzającym. Obecnie zwiedzać go mogą przez cały rok zarówno wycieczki zorganizowane jak i osoby indywidualne. Zwiedzanie zamku odbywa się z przewodnikiem.